# شامیک مور
شامیک مور (انگلیسی: Shameik Moore؛ زادهٔ ۴ مهٔ ۱۹۹۵) بازیگر، خواننده، رقصنده و رپر اهل آمریکایی است.

## زندگی و شغل
مور در آتلانتا، جورجیا به دنیا آمد. او در دبیرستان دروید هیلز تحصیل کرد. خانواده او اهل جامائیکا هستند.
مور با نقش‌های کوچکی از نمایش‌هایی مانند خانه پین تایلر پری، رید بین خطوط، و سروصدای شادی‌آور شروع کرد. در سال ۲۰۱۳، او اولین نقش تلویزیونی اصلی خود را در سریال کمدی-کمدی خدمه باورنکردنی داشت که قبل از اینکه بعد از یک فصل لغو شود، از شبکه کارتون نت‌ورک پخش شد. او سپس با بازی در نقش مالکوم در فیلم دوپ در سال ۲۰۱۵، که در جشنواره فیلم ساندنس ۲۰۱۵ نمایش داده شد، شهرت یافت. ایندی وایر، مور را در فهرست "۱۲ شکست بزرگ جشنواره فیلم ساندنس ۲۰۱۵" برای بازی در این فیلم قرار داد. او همچنین یکی از پنج بازیگر مرد در سریال نتفلیکس پایین است که در سال ۲۰۱۶ پخش شد و در سال ۲۰۱۷ پس از یک نیم فصل لغو شد. مور صداپیشگی مایلز مورالز را در فیلم انیمیشن مرد عنکبوتی: به درون دنیای عنکبوتی از سونی پیکچرز انیمیشن بر عهده داشت که در دسامبر ۲۰۱۸ منتشر شد. و این نقش را برای دنباله، مرد عنکبوتی: در میان دنیای عنکبوتی (بخش اول) در سال ۲۰۲۲ تکرار خواهد کرد. از سال ۲۰۱۹، او در وو-تانگ: یک حماسه آمریکایی در نقش راکوون از قبیله وو-تانگ بازی کرده‌است.

## دیسکوشناسی

### آلبوم‌های استودیویی
| عنوان | جزئیات آلبوم                                                                        |
| ----- | ----------------------------------------------------------------------------------- |
| 30058 | - تاریخ انتشار: ۱۵ ژوئیه ۲۰۱۵ - برچسب: گروه موسیقی ما - فرمت: دانلود دیجیتال، جریان |

### تک آهنگ
| عنوان                              | سال  | آلبوم                 |
| ---------------------------------- | ---- | --------------------- |
| "محتاط"                            | ۲۰۱۶ | تک آهنگ‌های بدون آلبوم |
| "تکان دادن آن"                     | ۲۰۱۶ | تک آهنگ‌های بدون آلبوم |
| "قفل‌ها را بشکن" (با برادران پایین) | ۲۰۱۷ | تک آهنگ‌های بدون آلبوم |
| "سوار بیت"                         | ۲۰۱۷ | تک آهنگ‌های بدون آلبوم |
| "پرش"                              | ۲۰۱۸ | تک آهنگ‌های بدون آلبوم |
| "ممم"                              | ۲۰۲۰ | تک آهنگ‌های بدون آلبوم |

## فیلم‌شناسی

### فیلم
| سال  | عنوان                                        | نقش                        | یادداشت                                                |
| ---- | -------------------------------------------- | -------------------------- | ------------------------------------------------------ |
| ۲۰۱۵ | دوپ                                          | مالکوم آدکانبی             | نامزد-جایزه فیلم منتخب منتقدان برای بهترین بازیگر جوان |
| ۲۰۱۸ | متظاهران                                     | فیل                        |                                                        |
| ۲۰۱۸ | مرد عنکبوتی: به درون دنیای عنکبوتی           | مایلز مورالس / مرد عنکبوتی | صدا پیشه                                               |
| 2019 | بگذار برف بزند                               | استوارت                    |                                                        |
| ۲۰۲۰ | شهر گلو بریده                                | بلینک                      |                                                        |
| ۲۰۲۱ | ستاره نقره ای                                | رفیق                       | در حال تولید                                           |
| ۲۰۲۲ | مرد عنکبوتی: در میان دنیای عنکبوتی (بخش اول) | مایلز مورالس / مرد عنکبوتی | صدا پیشه؛ در تولید                                     |
| ۲۰۲۳ | مرد عنکبوتی: در میان دنیای عنکبوتی (بخش دوم) | مایلز مورالس / مرد عنکبوتی | صدا پیشه؛ در تولید                                     |

### تلویزیون
| سال        | عنوان                      | نقش               | یادداشت                                                                     |
| ---------- | -------------------------- | ----------------- | --------------------------------------------------------------------------- |
| ۲۰۱۱       | نی بین خطوط                | بلیک              | ۱ قسمت                                                                      |
| ۲۰۱۳       | خدمه باور نکردنی           | شخصیت‌های مختلف    | بازیگران اصلی                                                               |
| ۲۰۱۶–۲۰۱۷  | برو پایین                  | شائولین فوق‌العاده | بازیگران اصلی                                                               |
| ۲۰۱۷, ۲۰۱۸ | وحشی بیرون                 | خودش              | ستاره مهمان                                                                 |
| ۲۰۱۹–اکنون | رها کردن میکروفون          | خودش              | قسمت: "کاترینا گراهام در مقابل شامیک مور / نیکی گلیسر در مقابل برد ویلیامز" |
| ۲۰۱۹–اکنون | وو-تانگ: یک حماسه آمریکایی | شا/راکوون         | سری معمولی                                                                  |